# Prix Saint-Cricq-Theis
Le prix Saint-Cricq-Theis, de la fondation du même nom,  est un ancien prix triennal de l'Académie française, créé en 1911 et « attribué à un ouvrage de poésie spiritualiste, morale, patriotique, dramatique ou autre ».

## Liste des lauréats
- 1912 : 
  - Francis Jammes pour Les Géorgiques chrétiennes
- 1915 : 
  - Lionel des Rieux
- 1921 : 
  - Émile Ripert pour Le poème d’Assise
- 1924 : 
  - Ernest Prévost pour Le livre de l’immortelle amie
- 1927 : 
  - André Dumas pour Roseaux
- 1930 : 
  - Gabriel Tallet pour Au seuil de la maison
- 1936 : 
  - Pierre Pascal pour Dunkerque, croiseur cuirassé
- 1939 : 
  - Albert Flad pour Les Vespérales
- 1942 : 
  - Jacques Raphaël-Leygues pour Retour à la mer
- 1945 : 
  - Marie-Antoinette Cuny pour Les pleurs d'Ariel
- 1948 : 
  - François Ducaud-Bourget pour Tristan d’Automne
  - Lise Laurent-Martin pour Villa perdue
- 1951 : 
  - Henriette Delaye-Didier-Delorme pour Fables et contes
  - Marthe Dupuy pour Du fond des abîmes
  - Hélène Fuchs pour Le Luminaire
  - Yvonne Gautier pour Fresques
  - Renée Hermann et Yahne Lambray pour Chats des villes et chants des chats
- 1954 : 
  - Abbé Paul Grassely pour Eaux fortes et pastels
  - Albert-Jean Guibert pour Promenades poétiques
  - Joseph Maublanc (1870-1963) pour Danses, chansons et poésies bressanes et La veillée bressane
- 1957 : 
  - Gisèle Lombard-Mauroy pour Le temps revient
- 1958 : 
  - Marthe Ranson-Nepveu pour Vers les couchants ultima
- 1960 : 
  - Jean Arnaud-Durand pour Recevoir du temps
  - Abbé Jean Aymon pour Roma mater
  - Georges Millot pour Horizons savoyards
- 1963 : 
  - Henri de Lescoët pour Trous dans le miroir
- 1969 : 
  - Marcelle Mavie pour Les feuillets du souvenir et du temps présent
- 1972 : 
  - Chanoine Marcel Michelet (1906-1989) pour Le Lotus parfumé
- 1975 : 
  - Suzanne Scheinert-Servais pour L’Invisible oiseau
- 1978 : 
  - Georges Belloni pour Retrouvailles chrétiennes
  - Paul Mercier pour Pour une parole humaine
  - Frédéric Sumer pour Carrefour des Poètes
- 1984 : 
  - Charles de Damas pour Alternance
  - Alain Taurinya pour Matricule 99057
- 1987 : 
  - Armelle Hauteloire pour Le chant de Malabata